# Чемпіонат України з легкої атлетики 1996
Чемпіонат України з легкої атлетики 1996 серед дорослих був проведений 6-9 червня в Києві на Республіканському стадіоні.

## Основний чемпіонат

### Чоловіки
| Дисципліни                | Золото                                                                         | Золото   | Срібло                                                                                    | Срібло   | Бронза                                                                                     | Бронза   |
| ------------------------- | ------------------------------------------------------------------------------ | -------- | ----------------------------------------------------------------------------------------- | -------- | ------------------------------------------------------------------------------------------ | -------- |
| 100 метрів                | Сергій Осович Івано-Франківська область                                        | 10,09    | Ігор Страх Запорізька область                                                             | 10,35    |                                                                                            |          |
| 200 метрів                | Роман Галкін Київ                                                              | 20,94    | Ігор Страх Запорізька область                                                             | 21,08    |                                                                                            |          |
| 400 метрів                | Валентин Кульбацький Донецька область                                          | 46,18    |                                                                                           |          |                                                                                            |          |
| 800 метрів                | Анатолій Якимович Донецька область                                             | 1.48,01  | Віктор Іванішин Харківська область                                                        | 1.49,81  | Руслан Анацький Харківська область                                                         | 1.50,83  |
| 1500 метрів               | Андрій Булковський Львівська область                                           | 3.42,44  | Сергій Лебідь Дніпропетровська область                                                    | 3.42,48  |                                                                                            |          |
| 5000 метрів               | Сергій Лебідь Дніпропетровська область                                         | 13.56,77 | Андрій Наумов Донецька область                                                            | 14.04,80 | Анатолій Зерук Вінницька область                                                           | 14.07,58 |
| 10000 метрів              | Анатолій Зерук Вінницька область                                               | 29.34,60 | Андрій Наумов Донецька область                                                            | 29.37,49 |                                                                                            |          |
| 110 метрів з бар'єрами    | Володимир Білоконь Кіровоградська область                                      | 13,62    | Дмитро Колесниченко Київ                                                                  | 13,70    | Андрій Каратєєв Київ                                                                       | 14,12    |
| 400 метрів з бар'єрами    | Андрій Клейменов Миколаївська область                                          | 50,63    | Геннадій Горбенко Дніпропетровська область                                                | 51,23    | В'ячеслав Оринчук Вінницька область                                                        | 51,27    |
| 3000 метрів з перешкодами | Олексій Пацерін Дніпропетровська область                                       | 8.54,32  |                                                                                           |          |                                                                                            |          |
| 4×100 метрів              | УкраїнаВіталій Сенів Андрій Гавриленко Ігор Страх Ігор Стрельцов               | 40,21    | Миколаївська областьВалерій Кисіль Микола Тимченко Андрій Клейменов В'ячеслав Кабанов     | 41,62    | Харківська областьОлександр Кайдаш Андрій Твердоступ Денис Підгородецький Анатолій Довгаль | 41,91    |
| 4×400 метрів              | Львівська областьМихайло Горін Василь Лозинський Ігор Мацкевич Володимир Дорош | 3.12,27  | Харківська областьДенис Підгородецький Віктор Іванішин Олександр Кайдаш Андрій Твердоступ | 3.12,38  | Київська областьСергій Маршанов Руслан Грушецький Сергій Волошин Валерій Козлов            | 3.15,48  |
| Стрибки у висоту          | В'ячеслав Тиртишник Київська область                                           | 2,30     | Юрій Сергієнко Миколаївська область                                                       | 2,28     | Руслан Гливинський Одеська область                                                         | 2,20     |
| Стрибки з жердиною        | Василь Бубка Донецька область                                                  | 5,40     |                                                                                           |          |                                                                                            |          |
| Стрибки в довжину         | Олексій Лукашевич Дніпропетровська область                                     | 8,10 w   | Ігор Стрельцов Запорізька область                                                         | 8,08 w   | Євген Семенюк Київська область                                                             | 8,08 w   |
| Потрійний стрибок         | Сергій Ізмайлов Тернопільська область                                          | 17,02    |                                                                                           |          | Геннадій Глушенко Запорізька область                                                       | 16,61    |
| Штовхання ядра            | Андрій Немчанінов Київська область                                             | 20,51    | Олександр Клименко Київ                                                                   | 20,41    | Роман Вірастюк Івано-Франківська область                                                   | 20,28    |
| Метання диска             | Віталій Сидоров Київ                                                           | 65,60    | Юрій Білоног Одеська область                                                              | 60,38    |                                                                                            |          |
| Метання молота            | Андрій Скварук Рівненська область                                              | 80,32    | Олександр Крикун Черкаська область                                                        | 76,90    | Вадим Грабовий Дніпропетровська область                                                    | 76,40    |
| Метання списа             | Андрій Углов Київ                                                              | 70,58    | Юрій Дроздов Донецька область                                                             | 70,32    |                                                                                            |          |
| Десятиборство             | Віктор Дивлях Дніпропетровська область                                         | 7518     | Володимир Михайленко Дніпропетровська область                                             | 7332     | Володимир Кириленко Львівська область                                                      | 7248     |

### Жінки
| Дисципліни                | Золото                                                                                | Золото   | Срібло                                                                                  | Срібло   | Бронза                                                                                   | Бронза   |
| ------------------------- | ------------------------------------------------------------------------------------- | -------- | --------------------------------------------------------------------------------------- | -------- | ---------------------------------------------------------------------------------------- | -------- |
| 100 метрів                | Ірина Пуха Київська область                                                           | 11,34    |                                                                                         |          |                                                                                          |          |
| 200 метрів                | Вікторія Фоменко Харківська область                                                   | 22,59    | Тетяна Ткаліч Дніпропетровська область                                                  | 23,62    |                                                                                          |          |
| 400 метрів                | Ольга Мороз Київська область                                                          | 51,37    | Яна Мануйлова Київ                                                                      | 51,43    |                                                                                          |          |
| 800 метрів                | Людмила Кощей Рівненська область                                                      | 2.02,01  |                                                                                         |          |                                                                                          |          |
| 1500 метрів               | Світлана Мирошник Харківська область                                                  | 4.11,82  | Тетяна Біловол Одеська область                                                          | 4.12,85  |                                                                                          |          |
| 5000 метрів               | Олена В'язова Харківська область                                                      | 16.03,03 | Тамара Коба Дніпропетровська область                                                    | 16.09,06 | Тетяна Кривобок Донецька область                                                         | 16.14,02 |
| 10000 метрів              | Олена В'язова Харківська область                                                      | 33.01,96 | Олена Пластиніна Закарпатська область                                                   | 34.09,70 | Римма Дубовик Миколаївська область                                                       | 34.17,73 |
| 100 метрів з бар'єрами    | Надія Бодрова Харківська область                                                      | 12,66w   | Наталія Григор'єва Харківська область                                                   | 12,79w   | Олена Овчарова Київ                                                                      | 13,09w   |
| 400 метрів з бар'єрами    | Тетяна Терещук Луганська область                                                      | 55,43    | Ірина Ленська Львівська область                                                         | 55,83    | Тетяна Дебела Дніпропетровська область                                                   | 55,84    |
| 2000 метрів з перешкодами | Тетяна Бабік Миколаївська область                                                     | 6.35,16  | Світлана Курбакова Київ                                                                 | 6.37,28  | Олена Рожко Харківська область                                                           | 7.00,59  |
| 4×100 метрів              | Харківська областьНаталія Григор'єва Оксана Гуськова Наталія Мауріна Вікторія Фоменко | 44,27    | Донецька областьАнжела Кравченко Світлана Шубіна Ольга Міщенко Тетяна Лук'янченко       | 45,82    | Дніпропетровська областьОксана Варванович Лариса Кунченко Ольга Кобзенко Антоніна Слюсар | 46,66    |
| 4×400 метрів              | Харківська областьНаталія Мауріна Олена Буженко Олександра Рижкова Зоя Мауріна        | 3.36,94  | Дніпропетровська областьНадія Зацаренко Світлана Твердохліб Тетяна Ткаліч Тетяна Дебела | 3.37,78  | Житомирська областьТетяна Воровченко Тетяна Кравченко Наталія Алексеєва Інна Євсєєва     | 3.37,97  |
| Стрибки у висоту          | Віта Стьопіна Запорізька область                                                      | 1,92     |                                                                                         |          |                                                                                          |          |
| Стрибки з жердиною        | Анжела Балахонова Київ                                                                | 3,98     |                                                                                         |          | Людмила Бесараб Київська область                                                         | 3,10     |
| Стрибки в довжину         | Олена Шеховцова Київ                                                                  | 6,95w    |                                                                                         |          | Олена Хлопотнова Харківська область                                                      | 6,77     |
| Потрійний стрибок         | Олена Говорова Київ                                                                   | 14,75w   | Олена Хлусович Київ                                                                     | 14,33    | Ганна Родович Дніпропетровська область                                                   | 13,93    |
| Штовхання ядра            | Віта Павлиш Харківська область                                                        | 19,79    |                                                                                         |          |                                                                                          |          |
| Метання диска             | Олена Антонова Дніпропетровська область                                               | 61,28    |                                                                                         |          |                                                                                          |          |
| Метання молота            | Марина Пирог Київ                                                                     | 56,44    |                                                                                         |          | Наталія Василенко Донецька область                                                       | 55,16    |
| Метання списа             | Ольга Іванкова Харківська область                                                     | 58,40    |                                                                                         |          |                                                                                          |          |
| Семиборство               | Юлія Акуленко Дніпропетровська область                                                | 5685     | Марина Щербина Київська область                                                         | 5553     | Оксана Шутко Київ                                                                        | 5471     |

## Інші чемпіонати
Зимовий чемпіонат з легкоатлетичних метань відбувся 11 лютого в Ялті.
Чемпіонські звання у шосейних дисциплінах були розіграні:
- 17 травня — у Чернігові в марафонському бігу;
- 31 березня у Луцьку — у спортивній ходьбі серед чоловіків на дистанції 20 кілометрів та серед жінок — на вдвічі коротшій дистанції;
- 26 жовтня у Мукачеві — серед жінок на 20-кілометровій дистанції спортивної ходьби.

### Чоловіки
| Дисципліни               | Золото                           | Золото  | Срібло | Срібло | Бронза | Бронза |
| ------------------------ | -------------------------------- | ------- | ------ | ------ | ------ | ------ |
| Метання диска (зимовий)  |                                  |         |        |        |        |        |
| Метання молота (зимовий) |                                  |         |        |        |        |        |
| Метання списа (зимовий)  |                                  |         |        |        |        |        |
| Марафон                  |                                  |         |        |        |        |        |
| Ходьба 20 кілометрів     | Микола Калитка Волинська область | 1:24.25 |        |        |        |        |

### Жінки
| Дисципліни               | Золото                             | Золото  | Срібло                             | Срібло  | Бронза                          | Бронза  |
| ------------------------ | ---------------------------------- | ------- | ---------------------------------- | ------- | ------------------------------- | ------- |
| Метання диска (зимовий)  |                                    |         |                                    |         |                                 |         |
| Метання молота (зимовий) | Світлана Папу Донецька область     | 51,98   |                                    |         |                                 |         |
| Метання списа (зимовий)  |                                    |         |                                    |         |                                 |         |
| Марафон                  | Олена Семенова Запорізька область  | 2:46.16 |                                    |         |                                 |         |
| Ходьба 10 кілометрів     | Валентина Савчук Волинська область | 44.57   | Тетяна Рагозіна Полтавська область | 44.59   |                                 |         |
| Ходьба 20 кілометрів     | Валентина Савчук Волинська область | 1:36.26 | Світлана Калитка Волинська область | 1:38.43 | Людмила Єгорова Сумська область | 1:39.17 |